# Down and Out in America
Pour plus de détails, voir Fiche technique et Distribution.
Down and Out in America est un film documentaire réalisé par Lee Grant et sorti en 1986.
Produit par Home Box Office, c'est le premier programme d'une chaîne du câble à avoir reçu l'Oscar du meilleur film documentaire.

## Synopsis
Le film dénonce les effets de la politique de Ronald Reagan, en montrant des exemples de pauvreté et de sans abri aux États-Unis.

## Fiche technique
- Titre : Down and Out in America
- Réalisation : Lee Grant
- Narrateur : Lee Grant
- Musique : Tom Manoff
- Photographie : Tom Hurwitz
- Montage : Milton Moses Ginsberg (en)
- Production : Joseph Feury et Milton Justice
- Société de production : Home Box Office et Joseph Feury Productions
- Pays de production :  États-Unis
- Genre : Documentaire
- Lieu de tournage : Brewster, Minnesota
- Durée : 57 minutes
- Date de sortie : 
  - États-Unis : 1986

## Distinctions
- Oscar du meilleur film documentaire en 1987[1].